# Christoph Zimmermann
Christoph Zimmermann (Düsseldorf, Renania del Norte-Westfalia, Alemania, 12 de enero de 1993) es un futbolista alemán que juega de defensa en el S. V. Darmstadt 98 de la 2. Bundesliga de Alemania.

## Trayectoria
Se unió al Borussia Dortmund II en 2014 desde el Borussia Mönchengladbach. Debutó profesionalmente en la 3. Liga el 26 de julio de 2014 contra el Rot-Weiß Erfurt.

### Norwich City
El 15 de junio de 2017 fichó por dos años con el Norwich City. Debutó con el equipo inglés el 1 de julio de 2017. Anotó su primer gol en Norwich en el empate 2-2 contra el Wolverhampton Wandereres el 21 de febrero de 2018. Fue el capitán del equipo el 10 de febrero de 2019, en el derby contra Ipswich Town. Fue un jugador regular en el Norwich que esa temporada ganó la Championship y aseguró su regreso a la Premier League.

## Estadísticas
Actualizado al último partido disputado el 20 de septiembre de 2024.
| Club                                   | Div.          | Temporada     | Liga  | Liga  | Copas nacionales | Copas nacionales | Total | Total |
| Club                                   | Div.          | Temporada     | Part. | Goles | Part.            | Goles            | Part. | Goles |
| -------------------------------------- | ------------- | ------------- | ----- | ----- | ---------------- | ---------------- | ----- | ----- |
| Borussia Mönchengladbach II · Alemania | 4.ª           | 2011-12       | 5     | 0     | ―                | ―                | 5     | 0     |
| Borussia Mönchengladbach II · Alemania | 4.ª           | 2012-13       | 19    | 2     | ―                | ―                | 19    | 2     |
| Borussia Mönchengladbach II · Alemania | 4.ª           | 2013-14       | 28    | 1     | ―                | ―                | 28    | 1     |
| Borussia Mönchengladbach II · Alemania | Total club    | Total club    | 52    | 3     | ―                | ―                | 52    | 3     |
| Borussia Dortmund II · Alemania        | 3.ª           | 2014-15       | 27    | 0     | ―                | ―                | 27    | 0     |
| Borussia Dortmund II · Alemania        | 4.ª           | 2015-16       | 29    | 2     | ―                | ―                | 29    | 2     |
| Borussia Dortmund II · Alemania        | 4.ª           | 2016-17       | 29    | 0     | ―                | ―                | 29    | 0     |
| Borussia Dortmund II · Alemania        | Total club    | Total club    | 85    | 2     | ―                | ―                | 85    | 2     |
| Norwich City F. C. Inglaterra          | 2.ª           | 2017-18       | 39    | 1     | 6                | 0                | 45    | 1     |
| Norwich City F. C. Inglaterra          | 2.ª           | 2018-19       | 40    | 2     | 5                | 1                | 45    | 3     |
| Norwich City F. C. Inglaterra          | 1.ª           | 2019-20       | 17    | 0     | 3                | 0                | 20    | 0     |
| Norwich City F. C. Inglaterra          | 2.ª           | 2020-21       | 22    | 0     | 2                | 0                | 24    | 0     |
| Norwich City F. C. Inglaterra          | 1.ª           | 2021-22       | 3     | 0     | 2                | 0                | 5     | 0     |
| Norwich City F. C. Inglaterra          | Total club    | Total club    | 121   | 3     | 18               | 1                | 139   | 4     |
| S. V. Darmstadt 98 · Alemania          | 2.ª           | 2022-23       | 31    | 0     | 2                | 0                | 33    | 0     |
| S. V. Darmstadt 98 · Alemania          | 1.ª           | 2023-24       | 19    | 0     | 1                | 0                | 20    | 0     |
| S. V. Darmstadt 98 · Alemania          | 2.ª           | 2024-25       | 1     | 0     | 1                | 0                | 2     | 0     |
| S. V. Darmstadt 98 · Alemania          | Total club    | Total club    | 51    | 0     | 4                | 0                | 55    | 0     |
| Total carrera                          | Total carrera | Total carrera | 309   | 8     | 22               | 1                | 331   | 9     |

## Palmarés

### Campeonatos nacionales
| Título           | Club               | País       | Año     |
| ---------------- | ------------------ | ---------- | ------- |
| EFL Championship | Norwich City F. C. | Inglaterra | 2018-19 |
| EFL Championship | Norwich City F. C. | Inglaterra | 2020-21 |